# Ciba
Ciba AG — одна из ведущих компаний в химической промышленности, общеизвестная, как «Ciba». Продукция компании продаётся в 120 странах мира. Около 14 000 человек работают на 63 производствах и в 22 исследовательских центрах в 12 странах. Одним из важнейших направлении деятельности компании является производство пигментов и красителей для полиграфических красок и производство красителей для пластмасс.
15 сентября 2008 г. Совет директоров компании принял предложение о слиянии от компании BASF.
Основные департаменты:
- Добавки (Additives) — производство химических добавок для полимеров, эластомеров, волокон, лакокрасочных покрытий, фотоматериалов, а также присадок к маслам, смазкам и антифризам
- Текстильные красители (Textile Dyes) — создание новых поколений красителей
- Полимеры (Performance Polymers) — выпуск эпоксидных смол высокого качества, а также систем для дифференцированного применения;
- Пигменты (Pigments) — производство пигментов для крашения пластмасс и синтетических волокон, а также для изготовления полиграфических красок и лаков;
- Химикаты (Consumer Care) — производство оптических отбеливателей и химикатов для применения в текстильной и целлюлозно-бумажной промышленности.

## История компании
- 1758 — Йохан Рудольф Гейджи-Джемюзус (Johann Rudolf Geigy-Gemuseus) (1733—1793) начинает продавать «материалы, химикаты, красители и медикаменты всех видов» в Базеле (Швейцария).
- 1857 — Йохан Рудольф Гейджи-Мериан (1830—1917) (Johann Rudolf Geigy-Merian) и Йохан Муллер-Пак (Johann Muller-Pack) приобретают участок в Базеле, где они строят завод красителей Geigy.
- 1859 — Александр Клавэль (Alexander Clavel) (1805—1873) поднимает производство фуксина на его фабрике для шелка. В 1864 году был построен новый участок для производства синтетических красок, а в 1873 году Клавэль продаёт фабрику компании Bindschedler & Busch.
- 1884 — «Bindschedler & Busch» преобразованы в акционерное общество с названием «Gesellschaft für Chemische Industrie Basel» («Company for Chemical Industry Basel»). Аббревиатура «CIBA» становится настолько широко распространённым, что принимается как название компании в 1945.
- 1901 — «Geigy» преобразован в публичную компанию с ограниченной ответственностью и в 1914, название компании изменено на «J.R. Geigy Ltd».
- 1925 — «J.R. Geigy Ltd» начинает производить вспомогательные средства для текстильного производства.
- 1971 — компании «CIBA» и «J.R. Geigy Ltd» объединяются и появляется компания Ciba-Geigy Ltd.
- 1996 — происходит слияние компаний Ciba-Geigy и Sandoz и образуется компания Novartis.
- 1997 — год образования независимой компании Ciba Specialty Chemicals. В компании Novartis остаются фармацевтическое отделение и агрохимикаты, а промышленные отделения выделяются в компанию, получившую название Ciba Specialty Chemicals. В этом же году Ciba Specialty Chemicals Holding Inc. выходит на швейцарскую фондовую биржу (SWX: CIBN).
- 2000 — Ciba Specialty Chemicals Holding Inc. выходит на Нью-йоркскую Фондовую биржу (NYSE: CSB)[3]
- 2003 — Ciba Specialty Chemicals продаёт компанию Vantico Group, производящую покрытия, смолы и адгезивы, американской химической компании Huntsman.[4]
- 2004 — Ciba Specialty Chemicals покупает финскую химическую компанию Raisio Chemicals, которая является поставщиком бумажной продукции, у компании Raisio Group.[5]
- 2006 — Ciba Specialty Chemicals продаёт свой бизнес по выпуску текстильных химикатов компании Huntsman.[5] Октябрь — продажа бизнеса по производству суперконцентратов компании Clariant. Производственные подразделения Ciba, расположены во Франции, Саудовской Аравии и Малайзии. Ciba Specialty Chemicals останется основным поставщиком пигментов, используемых в окраске пластмасс и планирует и в дальнейшем укреплять позиции на рынке пластмасс, прежде всего за счёт вводимого в 2006 году в эксплуатацию комплекса в Монте, Швейцария.[6]
- 2009 — Ciba приобретена компанией BASF.